# Vincent Nichols
Vincent Gerard Nichols (Crosby, 8 november 1945) is een Brits geestelijke en een kardinaal van de Rooms-Katholieke Kerk.
Nichols vertrok na de middelbare school naar Rome om er te studeren aan het Engels College en het Gregorianum, waar hij afstudeerde in de theologie. Vervolgens haalde hij nog een Master of Arts aan de Universiteit van Manchester, met een scriptie over de theologie van John Fisher. Hij werd op 21 november 1969 priester gewijd.
Nichols werkte vervolgens als pastoor in het aartsbisdom Liverpool. In 1979 werd hij vice-kanselier van dit aartsbisdom en in 1980 daarnaast directeur van een katholiek instituut voor volwasseneducatie. In 1983 werd hij benoemd tot secretaris-generaal van de bisschoppenconferentie van Engeland en Wales.
Op 5 november 1991 benoemde paus Johannes Paulus II Nichols tot hulpbisschop van het aartsbisdom Westminster en titulair bisschop van Othona; zijn bisschopswijding vond plaats op 24 januari 1992. Hij werd speciaal belast met de zorg voor het decanaat Noord-Londen. Daarnaast werd hij binnen de Britse bisschoppenconferentie verantwoordelijk voor het katholieke onderwijs. Na de dood van kardinaal Basil Hume in 1999 leidde hij het aartsbisdom enige tijd als apostolisch administrator. In 2000 benoemde de paus hem tot aartsbisschop van Birmingham.
Op 3 april 2009 benoemde paus Benedictus XVI Nichols tot aartsbisschop van Westminster en tot primaat van Engeland en Wales. Op 30 april van datzelfde jaar werd hij benoemd tot voorzitter van de bisschoppenconferentie van Engeland en Wales. Nichols heeft op 21 mei 2009 bezit genomen van de zetel van het aartsbisdom.
In augustus van dat jaar stelde hij dat netwerksites als Facebook en MySpace bijdragen aan de teloorgang van menselijke relaties en er zelfs toe kunnen bijdragen dat tieners tot zelfmoord komen.
Nichols werd tijdens het consistorie van 22 februari 2014 kardinaal gecreëerd.  Hij kreeg de rang van kardinaal-priester. Zijn titelkerk werd de Santissimo Redentore e Sant'Alfonso in Via Merulana.
Tijdens de kroning van Charles III en Camilla (2023) was hij de vertegenwoordiger van de Roomse Kerk die het woord mocht voeren.
- Gemeinsame Normdatei: 114720537X
- International Standard Name Identifier: 0000 0000 6281 0851
- Library of Congress Control Number: nr98010305
- MusicBrainz: 31c5dcba-f679-462d-9d34-fb62b377d21b
- Virtual International Authority File: 89668309
- WorldCat: E39PBJy8xW6MVVtY6r7f9jkMT3